# Jakub Mortkowicz
Jakub Mortkowicz (sinh ngày 25 tháng 3 năm 1876 - mất ngày 9 tháng 8 năm 1931) là một nhà xuất bản và phát hành sách người Ba Lan.

## Tiểu sử
Jakub Mortkowicz xuất thân từ một gia đình người Ba Lan gốc Do Thái ở Opoczono. Ông là con trai của Elias. Sau khi tốt nghiệp trường trung học tại Radom, ông theo học ở Munich, Brussels và Antwerp. Tại Antwerp, ông tốt nghiệp Học viện Thương mại và gia nhập Hội sinh viên Ba Lan (Stowarzyszenie Polskich Studentów) và Liên đoàn Thanh niên Xã hội chủ nghĩa (Związek Młodzieży Socjalistycznej). Sau khi trở về Ba Lan, Jakub Mortkowicz làm việc cho Hyppolite Wawelberg và gia nhập tổ chức Đảng Xã hội Ba Lan. Ông đã bị giam giữ tại Thành cổ Warsaw và buộc phải di cư đến Dãy núi Caucasus vì các hoạt động chính trị của mình.
Sau khi trở về Warsaw vào năm 1903, ông cùng Teodor Toeplitz sáng lập nên Mortkowicz Towarzystwo Wydawnicze w Warszawie Sp. Akc., một trong những công ty sách có tầm ảnh hưởng nhất ở Ba Lan thời kỳ trước chiến tranh. Năm 1931, Jakub Mortkowicz tự sát. Ông được chôn cất tại Nghĩa trang Do Thái ở Warsaw.
Ông đã kết hôn với dịch giả người Ba Lan Janina Mortkowicz. Con gái của họ Hanna Mortkowicz-Olczakowa là một nhà văn, và cháu gái của họ là Joanna Olczak-Ronikier (con của Hanna Mortkowicz-Olczakowa) cũng là một nhà văn.